# Протести в Туреччині (2025)
Протести в Туреччині розпочалися 19 березня 2025 року після затримання та арешту мера Стамбула Екрема Імамоглу та понад ста інших опозиційних діячів і протестувальників турецькою владою. Ці зібрання стали проявом значного суспільного спротиву діям, які учасники протестів охарактеризували як політично вмотивоване переслідування Імамоглу — головного опозиційного кандидата на президентських виборах у Туреччині 2028 року та головного політичного суперника чинного президента Реджепа Таїпа Ердогана.
Демонстрації отримали підтримку з боку Республіканської народної партії (CHP), а також багатьох інших політичних партій, організацій та об'єднань. Сотні тисяч людей протестують майже в усіх містах Туреччини (особливо в Стамбулі, Анкарі та Ізмірі), а найбільше скупчення людей зібралося перед штаб-квартирою Стамбульської міської адміністрації. Важливу роль у протестах відіграють студенти університетів.
Протестувальники репрезентують широкий ідеологічний спектр — серед них є як представники правих, так і лівих поглядів. У цьому контексті символи Республіки, зокрема образ Ататюрка, часто використовуються як об’єднавчий елемент і символічна точка опори під час протестів.
Протести відбуваються на тлі економічної кризи. Курс турецької ліри щодо долара США впав на 16,3% протягом трьох днів після арешту Імамоглу.

## Передумови
Екрем Імамоглу, п’ятдесяти чотирьох річний політик з Республіканської народної партії (CHP), обіймав посаду мера Стамбула з 2019 року. Імамоглу здобув помітні виборчі перемоги над союзниками президента Туреччини Реджепа Таїпа Ердогана як на муніципальних виборах 2019 року, так і на виборах 2024 року, під час яких CHP взяла під контроль більшість великих міст країни. Ці перемоги були широко сприйняті як серйозний виклик політичному домінуванню Ердогана.
Упродовж кількох місяців перед арештом Імамоглу посилив критику на адресу адміністрації Ердогана, що спричинило низку судових позовів проти нього. 19 березня 2025 року турецька влада затримала Імамоглу за звинуваченнями, які включали корупцію та надання допомоги Робітничій партії Курдистану (PKK) — організації, яку Туреччина та її західні союзники вважають терористичною.
Приблизно сто журналістів і бізнесменів, включаючи політичного радника Імамоглу — Мурата Онгуна, також були звинувачені у нібито кримінальних діях, пов’язаних із муніципальними контрактами. Серед звинувачень — керівництво злочинною організацією, отримання хабарів та маніпуляції під час тендерних процедур.
Стамбульський університет анулював академічний диплом Імамоглу, що, у разі остаточного підтвердження, позбавить його права балотуватися на майбутніх президентських виборах. Причиною цього були названі порушення, виявлені після його переведення з приватного університету.

## Арешти
Після початку протестів було заарештовано майже дві тисячі осіб, серед яких — кілька журналістів.

## Вплив на економіку
Після арешту Екрема Імамоглу турецька ліра знецінилася на дванадцять цілих сім десятих відсотка, досягнувши рекордного мінімуму — сорок дві ліри за один долар США. Хоча згодом курс стабілізувався на рівні близько тридцяти восьми лір за долар, іноземні інвестори залишаються обережними. У відповідь на кризу з турецьких ринків було виведено приблизно шістнадцять мільярдів доларів, що суттєво вплинуло на валютні резерви країни, які раніше були відновлені до шістдесяти п’яти мільярдів доларів.
Тим часом індекс BIST 100 Стамбульської фондової біржі впав на 8,72% — з 10802 до 9860 пунктів. У відповідь Центральний банк Туреччини продав двадцять п’ять мільярдів доларів іноземної валюти, намагаючись стабілізувати національну валюту. Ця масштабна інтервенція також спричинила підвищення відсоткових ставок і коригування прогнозів інфляції — очікується, що вона досягне 29,75% відсотка до кінця року. Ці події серйозно похитнули довіру іноземних інвесторів і зірвали зусилля міністра економіки Мехмета Шімшека щодо відновлення економічної стабільності країни.
Протести також спричинили скасування або перенесення кількох запланованих концертів у Стамбулі. Англійський рок-гурт Muse переніс свій виступ у Стамбулі на 2026 рік через тиск з боку антиурядових протестувальників, які закликали не виступати після того, як організатор концерту Абдулкадір Озкан зробив суперечливі заяви щодо протестів. Норвезька співачка Ане Брун також скасувала свій запланований виступ у Стамбулі.